# Spiegel, das Kätzchen

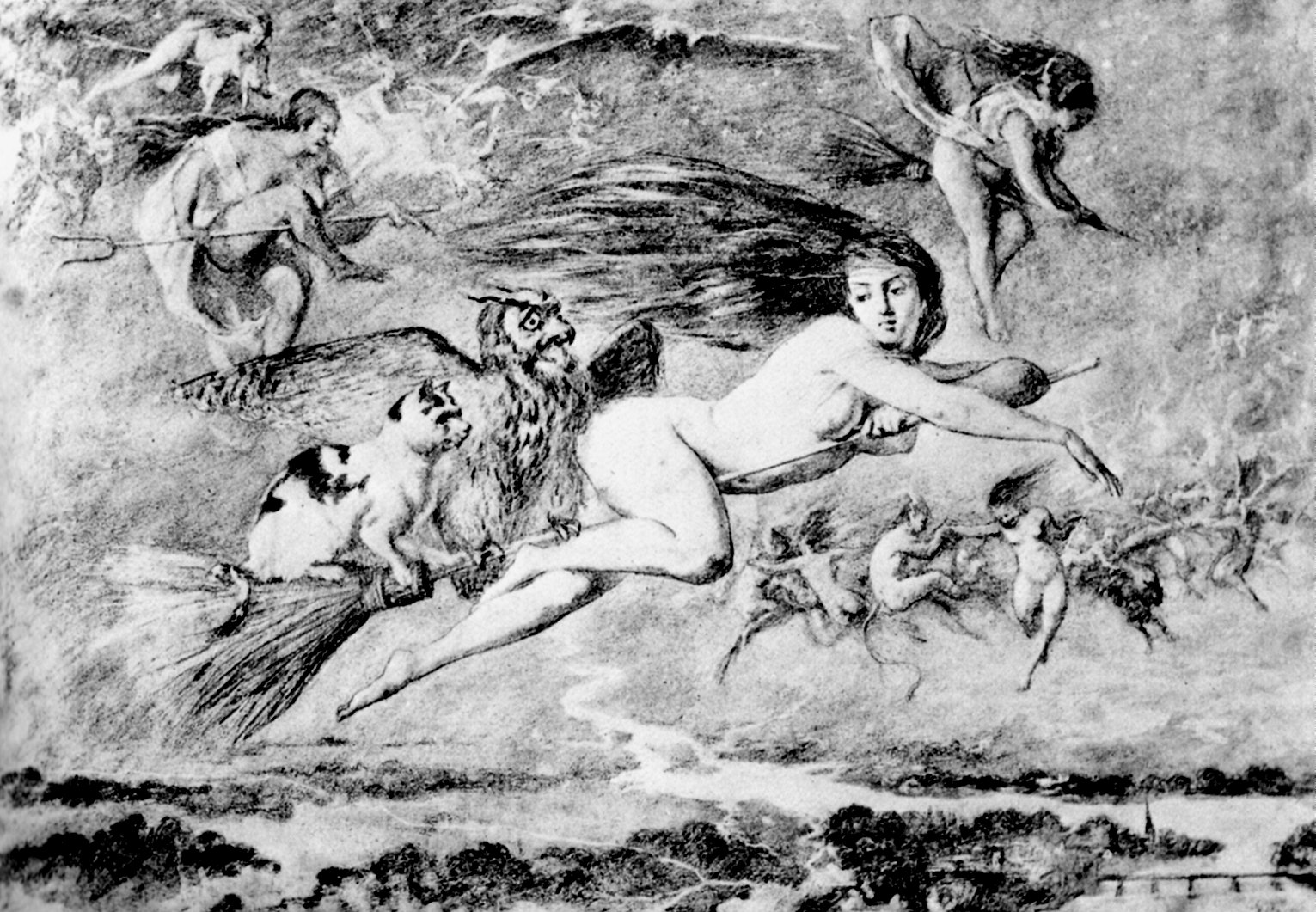
Spiegel und die Eule auf dem Besenstiel der Hexe. Kreidezeichnung von Frank Buchser (1869)

Spiegel, das Kätzchen (Untertitel: Ein Märchen) ist eine Novelle des Schweizer Dichters Gottfried Keller. Sie bildet den Schluss des ersten Bandes der 1856 erschienenen Novellensammlung Die Leute von Seldwyla.
Mit ihr setzte der Realist Keller die Tradition der Tierfabel und des klassisch-romantischen Kunstmärchens fort. Sein Kater Spiegel, so genannt wegen seines glänzenden Pelzes, ist höflich und weltmännisch wie der gestiefelte Kater, neigt wie Kater Murr zur philosophischen Betrachtung und besitzt wie Reineke Fuchs die Gabe, durch Lügengeschichten und schlau eingefädelte Intrigen seinen Kopf zu retten. Die Novelle gehört zu den bekanntesten Erzählungen Kellers, ist in vielen, oft illustrierten Einzelausgaben verbreitet und wurde musikalisch und literarisch mehrfach adaptiert.

## Inhalt
Die Novelle ist gegliedert in eine Rahmenhandlung und eine Binnenerzählung.
Der Kater Spiegel genießt als echter Gentleman ein anständiges und sorgenfreies Dasein bei einer unverheirateten älteren Dame. Er geht auf die Jagd und genießt die Liebe. Als seine Herrin stirbt, werfen ihn die Erben auf die Straße. Seine Schönheit, der Glanz seines Fells und auch seine Moral und sein Lebensmut schwinden dahin. Halb verhungert lässt er sich mit Menschen ein, um die er sonst einen Bogen gemacht hätte, so mit dem Stadthexenmeister Pineiß. Dieser braucht für seine Hexerei Katzenschmer und er schließt mit Spiegel einen Vertrag, ihn mit leckeren Speisen solange zu versorgen, bis er wieder rund und fett ist, unter der Bedingung, dass er ihm sein Fett überlässt, was seinen Tod bedeutet. Spiegel unterschreibt, nachdem der noch eine Aufschiebung des Schlachttags über den Zustand der Wohlbeleibtheit hinaus bis zum nächsten Vollmond ausgehandelt hat.
Er zieht in das Haus des Hexenmeisters, wo ihm ein kleines Schlaraffenland eingerichtet wird. Durch das gute Futter kehren mit seinen Lebensgeistern auch Verstand und Sinn für Würde zurück, so dass er sich fragt, ob es die Sache wert ist, einen Vertrag abschließen, um „sein Leben noch eine Weile fristen zu lassen, um es dann um diesen Preis doch zu verlieren?“. Er beschließt das Schlaraffenland zu meiden, sich wieder den Anstrengungen der Jagd zu unterziehen und dabei schlank und geschmeidig zu bleiben.
Als der Hexenmeister bemerkt, dass sein Kater trotz guter Pflege nicht fett werden will, stellt er ihn zur Rede und erklärt ihn für schlachtreif. Als der Kater auf dem Dach des Hexenmeisterhauses über seine Zukunft nachdenkt, trifft er auf eine schneeweiße Katze, macht ihr den Hof und verwickelt sich in einen Kampf mit einem Nebenbuhler, aus dem er zerzaust und abgemagert hervorgeht. Außer sich vor Wut, sperrt ihn der Hexenmeister in einen Gänsestall, um ihn zu mästen. Im Käfig denkt sich Spiegel einen Plan aus, wie er dem Hexenmeister entkommen kann. Als der ihn zum Schlachten aus dem Käfig holt, gibt er sich reumütig, spinnt ihm Lügengeschichten vor, erwähnt einen Schatz von zehntausend Goldgülden aus dem Besitz seiner verstorbenen Herrin und malt dem Junggesellen ein Leben im Reichtum mit einer Ehefrau aus.

### Spiegels Erzählung
Seine selige Herrin war in ihrer Jugend ein schönes und wohlhabendes Fräulein, umworben von vielen, aber misstrauisch gegen jeden. Sie bildete sich nämlich ein, alle begehrten nur ihren Reichtum, keiner wolle sie allein wegen ihrer Schönheit und guten Sitten zur Frau. Um sich die Qual der Wahl zu erleichtern, verfiel sie darauf, die Uneigennützigkeit und Selbstlosigkeit ihrer Freier auf die Probe zu stellen, etwa indem sie sie zu großen Spenden für mildtätige Zwecke veranlasste. Doch vergeblich; denn nun zogen sich die ehrlichen Bewerber zurück und bald war sie nur noch von durchtriebenen Heiratsspekulanten umgeben.
Verzweifelt – so Spiegel – schloss sie ihr Haus und floh über den Gotthard nach Mailand, wo sie sich zum ersten Mal wirklich verliebte, und zwar in einen jungen Landsmann, der dort als Seidenhändler tätig war. Diesem schönen und reichen Jüngling und aufrichtigen Menschen zeigte sie so deutlich ihr Wohlgefallen, dass er in tiefer Liebe zu ihr entbrannte. Beglückt genoss sie das Gefühl, endlich um ihrer selbst willen geliebt zu werden.
Doch kaum hatte er seinen Mut zusammengenommen und ihr seine Liebe gestanden, überfiel sie das alte Misstrauen. Um seine Selbstlosigkeit zu prüfen, verbarg sie ihr Herz und stellte sich so, als ob sie einen anderen liebe. Mit diesem, erzählte sie dem Jüngling, sei sie verlobt und die Hochzeit schon anberaumt; doch gebe es neuerdings ein Hindernis, das ihr großen Kummer bereite: Ihr Bräutigam sei ein Kaufmann, aber so arm wie eine Maus; darum hätten sie den Plan gefasst, dass er aus den Mitteln der Braut einen Handel begründen solle. Ebendiese Mittel fehlten jetzt, da sie wegen eines Gerichtsprozesses nicht auf ihr Vermögen zugreifen könne. Auch sei ihr Verlobter bereits Verbindlichkeiten in Höhe von zehntausend Goldgülden eingegangen. So stehe seine Kaufmannsehre, ihrer beider Heirat und damit ihr ganzes Lebensglück auf dem Spiel.

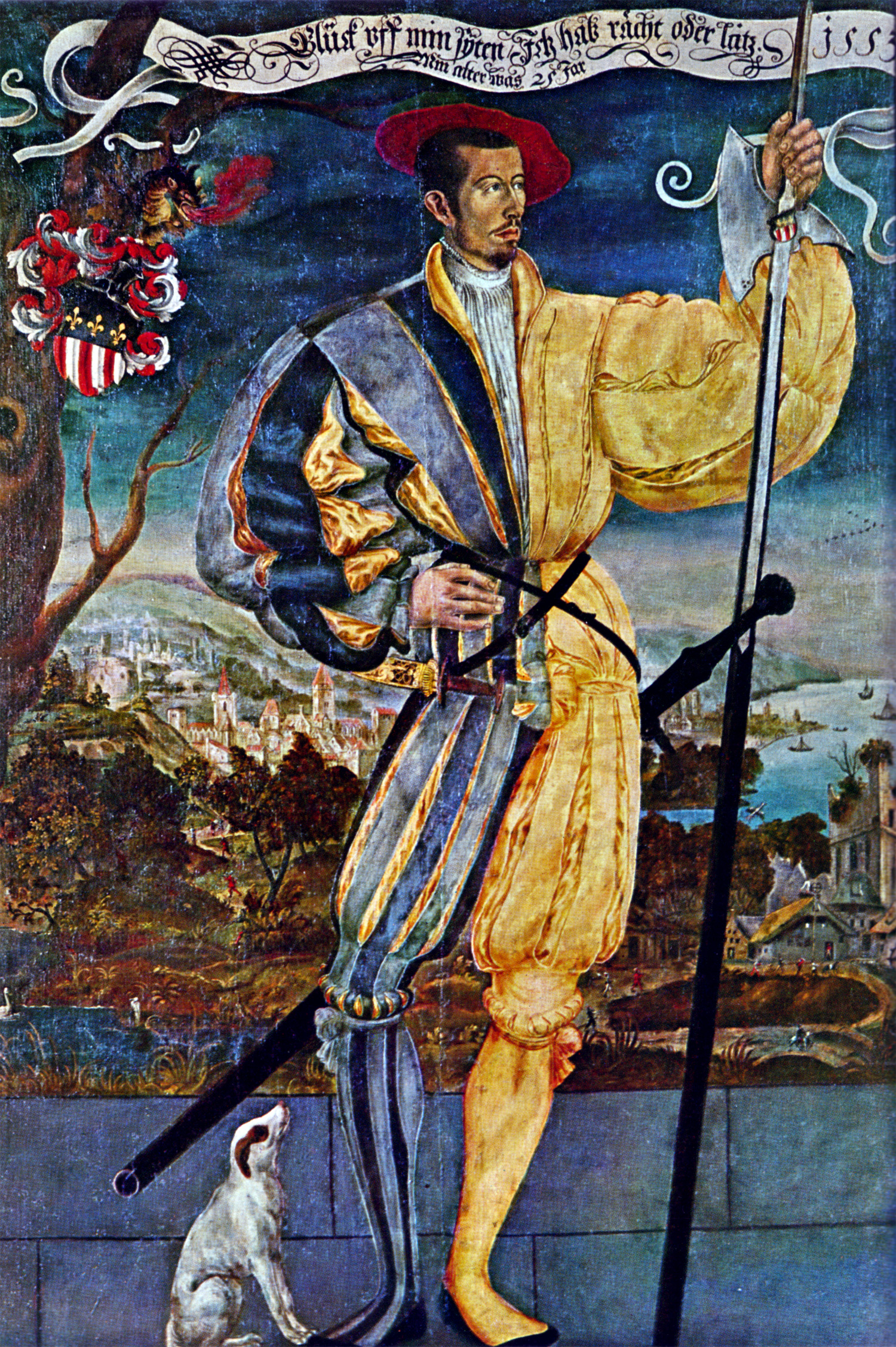
Ein Reisläufer im seidenen Kriegskleid (um 1550)

Der junge Mann erbleichte und glaubte ihr jedes Wort. Dann eilte er traurig auf den Handelsplatz, verkaufte sein eben gegründetes Geschäft, kehrte zu ihr zurück und bot ihr die erlösten zehntausend Goldgulden an. Sie dankte ihm überschwänglich, erklärte aber, sie werde das Opfer nur annehmen, wenn er ihr bei seiner ewigen Seligkeit schwöre, als Ehrengast und treuster Freund an ihrer Hochzeit teilzunehmen. Er flehte sie an, ihm dies zu erlassen, doch sie bestand darauf, wies sogar sein Gold zurück, sodass er endlich einwilligte. Darauf reiste sie hocherfreut heimwärts, schmückte ihr Haus und konnte den Tag, an dem ihr Liebster eintreffen sollte, kaum erwarten.
Doch er blieb aus. Denn er hatte sich von seinem letzten Stück Seide ein Kriegskleid machen lassen, war unter die Reisläufer gegangen und in der Schlacht bei Pavia tödlich verwundet worden. Sterbend sandte er ihr die Botschaft: „Betet nicht etwa für mich, schönstes Fräulein, denn ich kann und werde nie selig werden ohne Euch, sei es hier oder dort, und somit lebt glücklich und seid gegrüßt!“ Als sie dies vernahm, war sie vor Schmerz viele Tage wie von Sinnen, weinte und schrie, küsste und liebkoste die Goldstücke, „als ob der verlorene Geliebte darin zugegen wäre“. Dann raffte sie den Schatz zusammen, warf ihn in den Brunnen hinter ihrem Haus, und verfluchte ihn, damit ihn niemals mehr jemand anderes besitzen solle.
Ob das schöne Geld noch in dem Brunnen liege, möchte der Hexenmeister an dieser Stelle wissen. Spiegel bejaht, ergänzt jedoch: „[N]ur ich kann es herausbringen und habe es bis zur Stunde noch nicht getan!“ „Ei ja so, richtig!“ sagt Pineiß, „ich habe es ganz vergessen über deiner Geschichte! Du kannst nicht übel erzählen, du Sapperlöter! Und es ist mir ganz gelüstig worden nach einem Weibchen, die so für mich eingenommen wäre; aber sehr schön müsste sie sein! Doch erzähle jetzt schnell noch, wie die Sache eigentlich zusammenhängt!“ Spiegel kommt zum Schluss:
Auf ihrem Sterbebett bereute das Fräulein den Fluch und ordnete an, dass das Gold einer schönen, sittsamen, aber unbemittelten Jungfrau gehören solle, der es wegen ihrer Armut an Aussicht fehle, einen verständigen, rechtlichen und hübschen Mann zu bekommen, der sie aus reiner Liebe heirate. 
Spiegel schließt seine Erzählung, das Fräulein habe ihn beauftragt, ein solches Paar zusammenzubringen, damit die Braut den Bräutigam am Hochzeitsmorgen mit einer Mitgift von zehntausend Goldgülden überraschen könne.

### Der Vertrag wird gelöst
Unverzüglich lässt sich Pineiß nun von Spiegel zum Brunnen führen, legt ihm dabei aber eine Schlinge um den Hals, damit er nicht entwischen kann. Und wirklich, im Schein einer Laterne funkelt unten das Gold. Er solle bloß nicht meinen, es einfach heraufholen zu können, warnt Spiegel den Hexenmeister: „[M]an würde Euch unfehlbar das Genick umdrehen; denn es ist nicht ganz geheuer in dem Brunnen.“ Doch diesen lockt inzwischen das in Aussicht stehende Weibchen fast noch mehr als das Gold. „Da wäre nun der Schatz!“ sagt Pineiß, „und hier wäre auch der Mann dazu; fehlt nur noch das bildschöne Weib! […] Ich meine, es fehlt nur noch diejenige, welche die Zehntausend als Mitgift bekommen soll, um mich damit zu überraschen am Hochzeitsmorgen.“ Er irre sich, meint Spiegel, das Weib habe er bereits ausgekundschaftet, nur an Freiern fehle es, denn heutzutage müsse „die Schönheit obenein vergoldet sein wie die Weihnachtsnüsse.“ Dann schildert er beredt und kundig den Luxus, welchen Mitgiftjäger mit erheiratetem Weibergut treiben. Pineiß wässert jetzt der Mund so sehr, dass er kaum noch an sich halten kann. Wütend zerrt er an der Schlinge: „Genug, du Plappermaul! Sag jetzt unverzüglich, wo sie ist, von der du weißt.“ Spiegel gibt ihm kaltblütig zu verstehen, dass der Handel allein durch seine Hand geht. Darauf wird Pineiß hellhörig und er diskutiert mit Spiegel: „Ich merke, du willst unseren Kontrakt aufheben und deinen Kopf salvieren!“ – „Schiene Euch das so uneben und unnatürlich?“ – „Du betrügst mich am Ende und belügst mich wie ein Schelm!“ – „Dies ist auch möglich!“ […] „Ich sage dir: betrüge mich nicht!“ […] „Gut, so betrüge ich Euch nicht!“ […] „Wenn du’s tust!“ – „So tu ichs.“ – „Quäle mich nicht, Spiegelchen!“
Es bedarf keiner langen Überredung mehr, bis der Hexenmeister tut, wie von Spiegel geheißen. Er löst die Schlinge, zieht den Vertrag hervor und legt ihn auf den Brunnenrand. Spiegel schnappt danach und verschlingt ihn. Dann verabschiedet er sich – Pineiß werde von ihm hören und solle sich einstweilen bereit machen, recht verliebt zu sein. Beim Weggehen freut Spiegel sich „über die Dummheit des Hexenmeisters, welcher glaubte, sich selbst und alle Welt betrügen zu können, indem er ja die gehoffte Braut nicht uneigennützig aus bloßer Liebe zur Schönheit ehelichen wollte, sondern den Umstand mit den zehntausend Goldgülden vorher wusste.“

### Pineiß bekommt eine Hexe zur Frau
Gegenüber dem Hexenmeisterhaus wohnt hinter sauber geweißter Fassade eine alte Beghine. Weiß sind auch ihre Fenstervorhänge, ihr Brusttuch und ihre Haube, unter welcher eine lange scharfe Nase und ein spitzes Kinn hervorsticht. Wenn sie sich auf der Gasse zeigt, laufen die Kinder furchtsam davon. Da sie täglich dreimal zur Kirche geht, steht sie im Ruf großer Frömmigkeit, aber selbst die Pfaffen vermeiden den Kontakt mit ihr. Ansonsten lässt sie die Leute in Ruhe; nur dem Hexenmeister wirft sie manchmal böse Blicke zu; dieser fürchtet sie wie das Feuer.
Auf der finstern Rückseite ihres Hauses, die nur Katzen und Vögel zu Gesicht bekommen, ragt unheimlich ein großer, rußiger Schornstein, aus dem bisweilen nachts eine Hexe in die Luft fährt, „jung und schön und splitternackt, wie Gott die Weiber geschaffen und der Teufel sie gern sieht“. Dorthin begibt sich nun Spiegel, um eine alte Bekannte aufzusuchen, eine Eule, die der Luftfahrerin den Wach- und Wetterdienst macht. Er erzählt der Eule, was geschehen ist und stellt ihr seinen Plan vor: „Der Mann muss seine Frau und seine Goldgülden haben!“ Auf den Einwand der Eule „Seid ihr von Sinnen, dem Schelm auch noch wohlzutun, der Euch das Fell abziehen wollte?“ erwidert Spiegel, das Wohltun werde sich in Grenzen halten, denn das Gold sei ein ererbtes ungerechtes Gut, welches seine frühere Herrin – eine schlichte Person und niemals in ihrem Leben verliebt – aus Furcht vor Unglück im Brunnen versenkt und verflucht habe. Was aber die Ehefrau betreffe, so wolle er Pineiß mit der Hexe verkuppeln. Ob die Eule nie daran gedacht habe, sich aus deren Bann zu lösen und wieder frei zu sein?

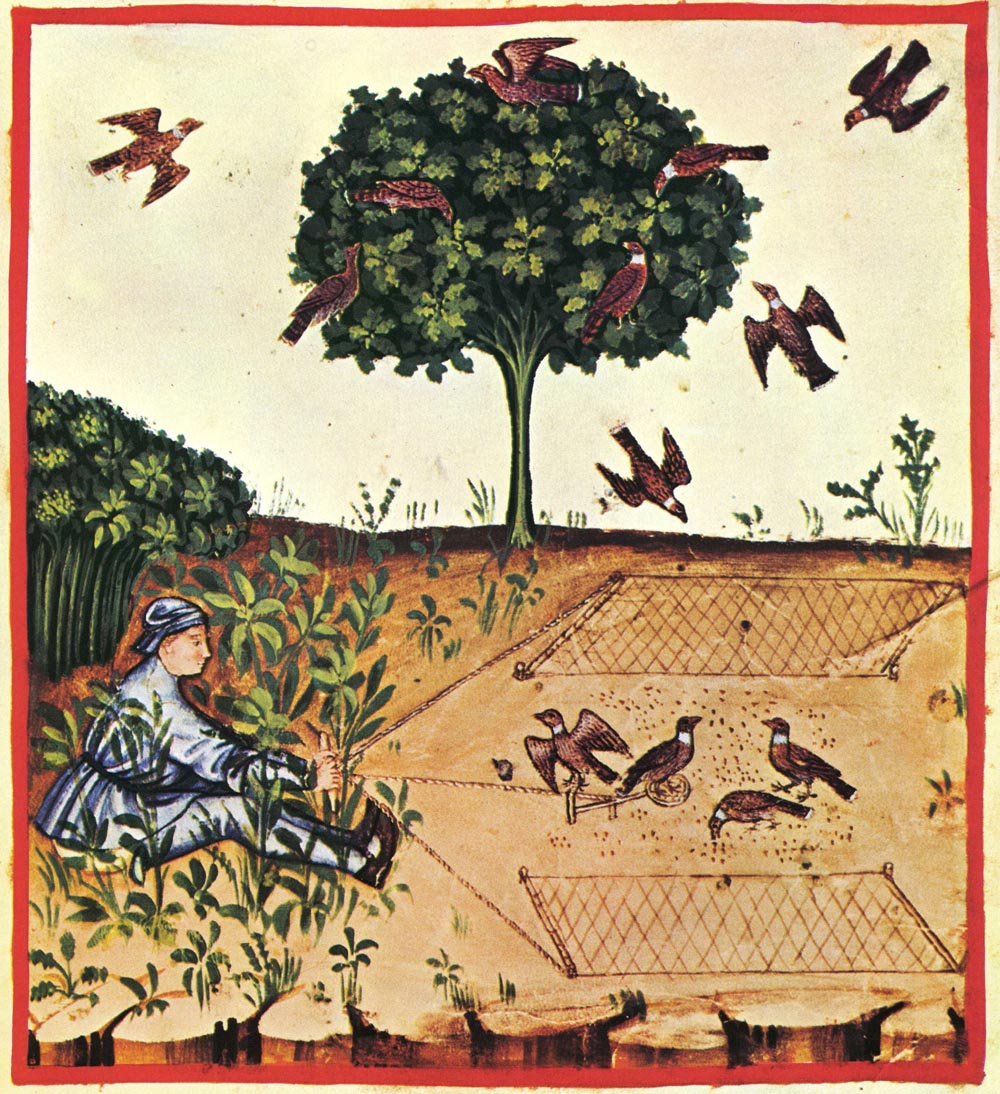
Ein Schnepfengarn, (Vogelfalle um 1500)

Die Eule hat sehr wohl daran gedacht und kennt bereits das Mittel, um die Hexe zu fangen. Es liegt im nahen Wald, ein Schnepfengarn, das bestimmte zauberkräftige Bedingungen erfüllt. Gleich fliegt sie hin, während Spiegel für sie Wache hält. Sie kehrt mit dem Garn zurück und die Tiere spannen es über die Öffnung des Schlots. „Ihr sollt sehen,“ flüstert die Eule, „wie geschickt sie durch den Schornstein heraufzusäuseln versteht, ohne sich die blanken Schultern schwarz zu machen!“ – Ob die Luft rein sei, fragt von unten jetzt eine Stimme. „Ganz rein,“ ruft die Eule, und schon fährt die Hexe herauf, mitten hinein ins Netz. Sie tobt und zappelt darin und gibt erst Ruhe, als Spiegel sie vor die Wahl stellt: „Wollt Ihr lieber unter dem Vorsitze des Herrn Pineiß gebraten werden oder ihn braten, indem Ihr ihn heiratet?“ Sie entscheidet sich für das zweite und schwört es mit den stärksten Eidesformeln, die eine Hexe binden können. Dann setzt sich die Eule auf den Besenstiel und Spiegel auf das Reisigbündel und die Hexe fährt mit ihnen zum Brunnen, um das Gold heraufzuholen.
Am Morgen führt Spiegel den als Bräutigam ausstaffierten Herrn Pineiß vors Stadttor, wo unter einem Baum eine weinende Schöne sitzt. Ihr Gewand ist so zerrissen, dass auch bei noch so schamhaften Gebärden „der schneeweiße Leib ein bisschen durchschimmert[-]“. Hingerissen bringt Pineiß seine Werbung vor, worauf sie ihre Tränen trocknet, ihm mit süßer Stimme für seine Großmut dankt und ewige Treue gelobt. Die Trauung vollzieht ein Einsiedler, zum Hochzeitsmahl sind nur Spiegel und die Eule geladen, denn Pineiß, von Neid und Eifersucht erfüllt, gönnt den Anblick seiner schönen jungen Frau keinem Menschen. Auf der Hochzeitstafel steht ein Gefäß mit den Goldstücken. Pineiß wühlt darin, dann wieder versucht er, die Braut zu küssen. Lächelnd wehrt sie ab: nicht vor Zeugen und nur in der Nacht wolle sie es tun. Als es dunkelt, verabschieden sich die Gäste, Pineiß leuchtet ihnen zur Haustür, dankt Spiegel und nennt ihn „einen trefflichen und höflichen Mann“. Doch als er ins Zimmer zurückkehrt, sitzt dort seine Nachbarin am Tisch, die alte Begine, und empfängt ihn mit bösem Blick. Entsetzen ergreift ihn, zitternd lehnt er sich an die Wand. Doch diese treibt „ihn vor sich her in die Hochzeitskammer, wo sie mit höllischen Künsten ihn auf die Folter spannt[-], wie noch kein Sterblicher erlebt.“ 
Zum Spott der Seldwyler hinzu muss der Hexenmeister von nun an noch eine Gattin ertragen, die alle seine Geheimnisse erkundet und ihn vollständig beherrscht. Er muss „hexen vom Morgen bis zum Abend, was das Zeug [hält]“, und wenn Spiegel vorübergeht, sagt er freundlich: „Immer fleißig, fleißig, Herr Pineiß?“

## Über das Werk

### Entstehung und Hintergrund
„Wie sich das herrenlos gewordene Kätzchen Spiegel in seiner argen Not auf einen lebensgefährlichen Vertrag mit dem Seldwyler Stadthexenmeister Pineiß einläßt, so hatte sich der dreißigjährige, bis dahin lediglich mit einem Gedichtband hervorgetretene Poet Gottfried Keller aus Zürich im Frühjahr 1850 in ein höchst riskantes vertragliches Abenteuer gestürzt. Um sich zur Ausführung seines lange geplanten, aber fast nur im Kopfe ausgesponnenen Romans Der grüne Heinrich zu zwingen und dafür auch einige Mittel zu erhalten, hatte er das Buch einem Braunschweiger Verlag als im Grund bereits fertige Arbeit zum Kauf angeboten. Der Verleger hatte rasch zugegriffen, und nun fand sich Keller in der unglücklichen, für beide Vertragspartner fatalen Lage seines später erfundenen Katzenhelden Spiegel: Er sollte etwas hergeben, was er selbst nicht besaß.“

Dem Verleger Eduard Vieweg kommt das Verdienst zu, den autobiographischen Roman aus seinem Autor unter nervenaufreibender Mühe herausgepresst zu haben. Keller bewährte sich als Mensch und Schriftsteller, indem er dem Druck standhielt. Welche Schinderei ihm bevorstand, hatte er 1850 nicht ahnen können. Der Grüne Heinrich wuchs während der Arbeit weit über den geplanten Umfang hinaus. Im selben Verhältnis wuchsen Kellers Ansprüche an die Qualität seines Schreibens und seine Unzufriedenheit mit dem bereits Geschriebenen. Zur schmerzhaften Beschäftigung mit dem eigenen Ich kam die äußere Misere. Die mageren Honorarvorschüsse, die er bezog, zwangen ihn, Schulden zu machen, obwohl er in der teuren Stadt alles andere als ein Schlaraffenleben führte. Trotzdem erfüllte er seine Vertragspflicht voll und lieferte dem Verleger – gegen dessen misstrauische Erwartung – die 1700 Seiten des Romans, allerdings in langen Abständen und unter häufiger Nichteinhaltung gemachter Zusagen, was dem erfolgsgewohnten Großverleger Vieweg als Wortbrüchigkeit erschien. Vieweg hielt die Lebensgeschichte des grünen Heinrich für ein Meisterwerk. Gleichwohl speiste er Keller mit Anfängerhonoraren ab. Fünf Jahre dauerte der Kampf um Ablieferungstermine, Vorschüsse und Honorarberechnungen. In dieser Zeit entstanden als Nebenprodukte des Grünen Heinrich auch mehrere Novellen, zunächst nur in Kellers Kopf; denn der Verleger hatte ihm das Ehrenwort abgenommen, vor Abschluss des Romans nichts anderes zu schreiben. „Ich habe aber meinem Vieweg doch einen Possen gespielt und, ohne etwas anderes zu schreiben, mir eine wohlgeordnete und organisierte Produktionsreihe ausgeheckt“, teilte Keller 1854 einem Freund mit. Als der Roman im Frühjahr 1855 endlich fertig war, brachte er das gedanklich Ausgearbeitete in wenigen Monaten zu Papier: den ersten Teil der Leute von Seldwyla, erschienen Anfang 1856 in Braunschweig – bei Vieweg.
Kellers Märchen von Spiegel und der Eule ist eine Eulenspiegelei. Der Schalksnarr Till schlug seinen Mitbürgern Schnippchen, indem er ihre Redensarten wörtlich nahm, Eulen und Meerkatzen buk; der Dichter Gottfried spielte seinem Verleger einen Streich, indem er eine Geschichte ausheckte, vorgeblich nur, um die Herkunft einer Redensart zu erklären. Doch mit hintergründigem, typisch Kellerschem Humor münzte er darin ein Gleichnis auf den Antagonismus von Autor und Verleger: Wie der ausgehungerte Kater dem Hexenmeister sein Leben, so verkauft der bettelarme Autor dem Verleger seine Lebensgeschichte. Dieser spielt im Gleichnis die unrühmliche Rolle des genarrten Narren Pineiß. Das raffinierte Tier ist dem Hexenmeister haushoch überlegen. Es kennt ihn besser als er sich selbst und erzählt ihm die Geschichte vom großen Unglück, das seine Herrin durch Geiz mit ihrer Person und ihrem Reichtum angeblich angerichtet hat. Doch wie erwartet erblickt der Geizige in dem vorgehaltenen Sittenspiegel nicht sein Ebenbild, sondern allein das Gold und die Jungfrau und will beides unverzüglich besitzen. Er erhält das Gewünschte, nur dass die Jungfrau sich in der Hochzeitsnacht als alte Hexe entpuppt.
Keller handelte mit Spiegel, das Kätzchen nach althergebrachter Dichter- und Künstlersitte, indem er einen Auftraggeber, von dem er sich schnöde behandelt fühlte, satirisierte. In Erwägung, dass Vieweg ihn nicht öffentlich bloßgestellt hatte, etwa – wie angedroht – durch einen Prozess, tat er dies privat und so diskret, dass es keinem zeitgenössischen Leser auffallen konnte. Eher schien der Spott auf den Autor selbst zurückzufallen, als Richard Wagner, dem die Erzählung ausnehmend gut gefiel, einen Brief augenzwinkernd an: „Herrn Gottfried Keller Stadthexenmeister in Hottingen“ adressierte. Ob Vieweg verstand, wer mit Pineiß gemeint war, ist nicht überliefert. Zwar ging er auf Kellers Anregung, einen illustrierten Separatdruck des Märchens herauszubringen, nie ein, doch schloss er 1856 mit ihm erneut einen Kontrakt über den zweiten Teil der Leute von Seldwyla. Diesen löste Keller 1873 gegen Rückzahlung des erhaltenen Vorschusses samt Zinsen. Die Neufassung des Grünen Heinrich erschien 1879/80 im Goeschen-Verlag, nachdem Keller von Viewegs Nachfolger die restlichen Exemplare der Erstfassung zurückgekauft und im Ofen seines Arbeitszimmers verheizt hatte.